# Diocesi di Steubenville
La diocesi di Steubenville (in latino Dioecesis Steubenvicensis) è una sede della Chiesa cattolica negli Stati Uniti d'America suffraganea dell'arcidiocesi di Cincinnati. Nel 2023 contava 28.339 battezzati su 481.411 abitanti. La sede è vacante.

## Territorio

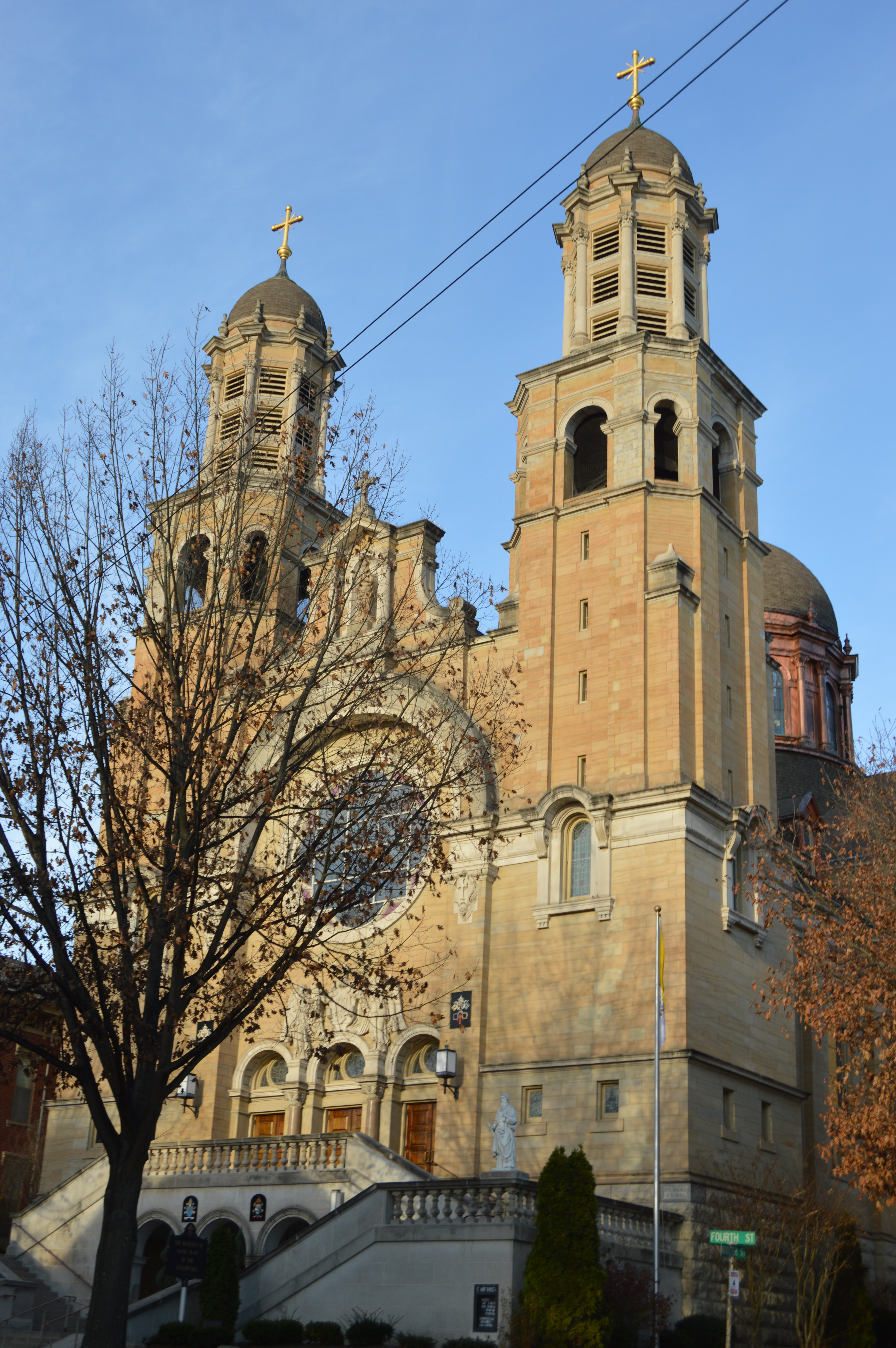
La basilica minore di Santa Maria Assunta di Marietta.

La diocesi comprende 13 contee nella parte orientale dello stato dell'Ohio, Stati Uniti d'America: Athens, Belmont, Carroll, Gallia, Guernsey, Harrison, Jefferson, Lawrence, Meigs, Monroe, Morgan, Noble e Washington.
Sede vescovile è la città di Steubenville, dove si trova la cattedrale del Santo Nome (Holy Name Cathedral). A Marietta sorge la basilica minore di Santa Maria Assunta.
Il territorio si estende su 15.309 km² ed è suddiviso in 50 parrocchie.

## Storia
La diocesi è stata eretta il 21 ottobre 1944 con la bolla Dioecesium in orbe di papa Pio XII,  ricavandone il territorio dalla diocesi di Columbus.

## Cronotassi dei vescovi
Si omettono i periodi di sede vacante non superiori ai 2 anni o non storicamente accertati.
- Anthony John King Mussio † (10 marzo 1945 - 27 settembre 1977 ritirato)
- Albert Henry Ottenweller † (11 ottobre 1977 - 28 gennaio 1992 ritirato)
- Gilbert Ignatius Sheldon † (28 gennaio 1992 - 31 maggio 2002 ritirato)
- Robert Daniel Conlon (31 maggio 2002 - 17 maggio 2011 nominato vescovo di Joliet)
- Jeffrey Marc Monforton (3 luglio 2012 - 28 settembre 2023 nominato vescovo ausiliare di Detroit[2])
  - Paul Joseph Bradley[3] (28 settembre 2023 - 14 giugno 2024) (amministratore apostolico)
  - Edward Mark Lohse[1], dal 14 giugno 2024 (amministratore apostolico)

## Statistiche
La diocesi nel 2023 su una popolazione di 481.411 persone contava 28.339 battezzati, corrispondenti al 5,9% del totale.
| anno | popolazione | popolazione | popolazione | presbiteri | presbiteri | presbiteri | presbiteri                | diaconi | religiosi | religiosi | parrocchie |
| anno | battezzati  | totale      | %           | numero     | secolari   | regolari   | battezzati per presbitero | diaconi | uomini    | donne     | parrocchie |
| ---- | ----------- | ----------- | ----------- | ---------- | ---------- | ---------- | ------------------------- | ------- | --------- | --------- | ---------- |
| 1950 | 62.400      | 503.204     | 12,4        | 101        | 90         | 11         | 617                       |         | 10        | 35        | 59         |
| 1966 | 53.500      | 501.897     | 10,7        | 194        | 176        | 18         | 275                       |         | 34        | 28        | 88         |
| 1970 | 55.000      | 501.897     | 11,0        | 149        | 132        | 17         | 369                       |         | 37        | 233       | 73         |
| 1976 | 57.600      | 545.060     | 10,6        | 137        | 117        | 20         | 420                       |         | 34        | 182       | 93         |
| 1980 | 55.400      | 564.000     | 9,8         | 126        | 113        | 13         | 439                       | 1       | 22        | 151       | 74         |
| 1990 | 47.858      | 526.000     | 9,1         | 117        | 104        | 13         | 409                       |         | 19        | 103       | 76         |
| 1999 | 41.452      | 520.177     | 8,0         | 135        | 116        | 19         | 307                       | 6       | 8         | 78        | 73         |
| 2000 | 40.201      | 518.913     | 7,7         | 124        | 104        | 20         | 324                       | 7       | 27        | 63        | 74         |
| 2001 | 40.541      | 522.253     | 7,8         | 120        | 96         | 24         | 337                       | 7       | 32        | 77        | 74         |
| 2002 | 40.654      | 515.672     | 7,9         | 124        | 97         | 27         | 327                       | 6       | 36        | 66        | 74         |
| 2003 | 40.562      | 513.734     | 7,9         | 125        | 98         | 27         | 324                       | 6       | 37        | 82        | 72         |
| 2004 | 40.411      | 513.734     | 7,9         | 114        | 89         | 25         | 354                       | 6       | 38        | 78        | 70         |
| 2010 | 38.593      | 533.000     | 7,2         | 101        | 72         | 29         | 382                       | 8       | 36        | 58        | 58         |
| 2014 | 39.800      | 549.000     | 7,2         | 100        | 68         | 32         | 398                       | 12      | 38        | 51        | 58         |
| 2017 | 35.232      | 520.690     | 6,8         | 90         | 56         | 34         | 391                       | 17      | 38        | 62        | 35         |
| 2020 | 30.199      | 496.221     | 6,1         | 81         | 54         | 27         | 372                       | 14      | 38        | 52        | 52         |
| 2022 | 29.624      | 488.380     | 6,1         | 84         | 52         | 32         | 352                       | 15      | 38        | 48        | 51         |
| 2023 | 28.339      | 481.411     | 5,9         | 86         | 56         | 30         | 329                       | 16      | 37        | 46        | 50         |